# Coupe continentale de hockey sur glace 2005-2006
Navigation
Édition 2004-2005 Édition 2006-2007
La saison 2005-2006 est la 9e édition de la Coupe continentale de hockey sur glace.

## Premier tour
Le premier tour s'est joué entre le 23 et le 25 septembre 2004.

### Groupe A
Le groupe A a joué ses matchs à Bucarest. Les matchs du CS Progym Gheorghieni ne sont pas comptabilisés dans l'épreuve puisqu'il a été invité pour pallier la défection du représentant estonien.
| 23 septembre 2005 | KHL Medveščak Zagreb  | 5:1 (-:-, -:-, -:-)                   | HK Roter Stern Belgrad | Mihai Flamaropol, Bucarest Affluence : |
| 23 septembre 2005 | CSA Steaua Bucarest   | 1:2 t.a.b.* (1:0, 0:1, 0:0, 0:0, 0:1) | CS Progym Gheorghieni  | Mihai Flamaropol, Bucarest Affluence : |
| 24 septembre 2005 | CS Progym Gheorghieni | 6:3* (1:1, 2:2, 3:0)                  | HK Roter Stern Belgrad | Mihai Flamaropol, Bucarest Affluence : |
| 24 septembre 2005 | CSA Steaua Bucarest   | 5:2 (2:1, 1:1, 2:0)                   | KHL Medveščak Zagreb   | Mihai Flamaropol, Bucarest Affluence : |
| 25 septembre 2005 | CS Progym Gheorghieni | 5:0* (Forfait)                        | KHL Medveščak Zagreb   | Mihai Flamaropol, Bucarest Affluence : |
| 25 septembre 2005 | CSA Steaua Bucarest   | 8:3 (2:2, 1:0, 5:1)                   | HK Roter Stern Belgrad | Mihai Flamaropol, Bucarest Affluence : |

| Pl. |                        | J | V | VP | D | Diff  | Points |
| 1.  | CSA Steaua Bucarest    | 2 | 2 | 0  | 0 | 13:05 | 4      |
| 2.  | KHL Medveščak          | 2 | 1 | 0  | 1 | 07:06 | 2      |
| 3.  | HK Roter Stern Belgrad | 2 | 0 | 0  | 2 | 04:13 | 0      |
| 4.  | CS Progym Gheorghieni  | – | – | –  | – | 0–:0– | –      |

#### Groupe B
Il se déroule à Ankara.
| 23 septembre 2005 | Club Hielo Jaca        | 5:2 (2:0, 1:0, 2:2)  | HK Slavia Sofia        | Bel-Pa Eishalle, Ankara Affluence : |
| 23 septembre 2005 | Polis Akademisi Ankara | 12:1 (-:-, -:-, -:-) | Hapoel Amos Lod        | Bel-Pa Eishalle, Ankara Affluence : |
| 24 septembre 2005 | Hapoel Amos Lod        | 2:13 (-:-, -:-, -:-) | Club Hielo Jaca        | Bel-Pa Eishalle, Ankara Affluence : |
| 24 septembre 2005 | HK Slavia Sofia        | 3:5 (1:1, 1:0, 1:4)  | Polis Akademisi Ankara | Bel-Pa Eishalle, Ankara Affluence : |
| 25 septembre 2005 | Hapoel Amos Lod        | 0:5 (Wertung)        | HK Slavia Sofia        | Bel-Pa Eishalle, Ankara Affluence : |
| 25 septembre 2005 | Polis Akademisi Ankara | 4:7 (-:-, -:-, -:-)  | Club Hielo Jaca        | Bel-Pa Eishalle, Ankara Affluence : |

| Pl. |                        | J | V | VP | D | Diff  | Points |
| 1.  | Club Hielo Jaca        | 3 | 3 | 0  | 0 | 25:08 | 6      |
| 2.  | Polis Akademisi Ankara | 3 | 2 | 0  | 1 | 21:11 | 4      |
| 3.  | HK Slavia Sofia        | 3 | 1 | 0  | 2 | 10:10 | 2      |
| 4.  | Hapoel Amos Lod        | 3 | 0 | 0  | 3 | 03:30 | 0      |

### Second tour
Il s'est disputé du 14 au 16 octobre 2005.

#### Groupe C
Il s'est déroulé à Elektrėnai.
| 14 octobre 2005 | GKS Tychy              | 2:7 (1:1, 1:3, 0:3)  | HK Riga 2000        | Ledo Rumai, Elektrėnai Affluence : |
| 14 octobre 2005 | SC Energija Elektrėnai | 3:4 (1:1, 1:1, 1:2)  | CSA Steaua Bucarest | Ledo Rumai, Elektrėnai Affluence : |
| 15 octobre 2005 | HK Riga 2000           | 10:4 (4:2, 3:0, 3:2) | CSA Steaua Bucarest | Ledo Rumai, Elektrėnai Affluence : |
| 15 octobre 2005 | SC Energija Elektrėnai | 2:9 (1:3, 1:3, 0:3)  | GKS Tychy           | Ledo Rumai, Elektrėnai Affluence : |
| 16 octobre 2005 | CSA Steaua Bucarest    | 4:4 (2:1, 0:1, 2:2)  | GKS Tychy           | Ledo Rumai, Elektrėnai Affluence : |
| 16 octobre 2005 | SC Energija Elektrėnai | 0:10 (0:2, 0:4, 0:4) | HK Riga 2000        | Ledo Rumai, Elektrėnai Affluence : |

| Pl. |                        | J | V | VP | D | Diff  | Points |
| 1.  | HK Riga 2000           | 3 | 3 | 0  | 0 | 27:06 | 6      |
| 2.  | GKS Tychy              | 3 | 1 | 1  | 1 | 15:13 | 3      |
| 3.  | CSA Steaua Bucarest    | 3 | 1 | 1  | 1 | 12:17 | 3      |
| 4.  | SC Energija Elektrėnai | 3 | 0 | 0  | 3 | 05:23 | 0      |

#### Groupe D
Il s'est déroulé à la Patinoire Pôle Sud de Grenoble.
| 14 octobre 2005 16:00 Uhr | Herning IK                 | 2:2 (1:1, 1:0, 0:1) | Coventry Blaze           | Pôle Sud, Grenoble Affluence : 771   |
| 14 octobre 2005 20:00 Uhr | Brûl. de Loups de Grenoble | 2:2 (1:1, 0:0, 1:1) | Amstel Tijgers Amsterdam | Pôle Sud, Grenoble Affluence : 2.722 |
| 15 octobre 2005 16:00 Uhr | Coventry Blaze             | 5:4 (4:0, 1:4, 0:0) | Amstel Tijgers Amsterdam | Pôle Sud, Grenoble Affluence : 1.346 |
| 15 octobre 2005 20:00 Uhr | Brûl. de Loups de Grenoble | 3:1 (2:0, 1:1, 0:0) | Herning IK               | Pôle Sud, Grenoble Affluence : 3.500 |
| 16 octobre 2005 14:00 Uhr | Herning IK                 | 3:3 (1:0, 1:3, 1:0) | Amstel Tijgers Amsterdam | Pôle Sud, Grenoble Affluence : 1.067 |
| 16 octobre 2005 20:00 Uhr | Brûl. de Loups de Grenoble | 2:0 (0:0, 2:0, 0:0) | Coventry Blaze           | Pôle Sud, Grenoble Affluence : 2.817 |

| Pl. |                               | J | V | VP | D | Diff  | Points |
| 1.  | Brûleurs de Loups de Grenoble | 3 | 2 | 1  | 0 | 07:03 | 5      |
| 2.  | Coventry Blaze                | 3 | 1 | 1  | 1 | 07:08 | 3      |
| 3.  | Amstel Tijgers Amsterdam      | 3 | 0 | 2  | 1 | 09:10 | 2      |
| 4.  | Herning IK                    | 3 | 0 | 2  | 1 | 06:08 | 2      |

#### Groupe E
Il s'est déroulé à Minsk.
| 14 octobre 2005 15:30 Uhr | Club Hielo Jaca             | 0:4 (0:1, 0:3, 0:0)  | HK Sokol Kiev               | Sportpalast, Minsk Affluence : 1.600 |
| 14 octobre 2005 19:30 Uhr | HK Yunost Minsk             | 4:0 (0:0, 3:0, 1:0)  | Kaz.-Torp. Oust-Kamenogorsk | Sportpalast, Minsk Affluence : 2.700 |
| 15 octobre 2005 15:30 Uhr | HK Sokol Kiev               | 1:3 (1:0, 0:2, 0:1)  | Kas.-Torp. Ust-Kamenogorsk  | Sportpalast, Minsk Affluence : 800   |
| 15 octobre 2005 19:00 Uhr | HK Yunost Minsk             | 8:0 (3:0, 3:0, 2:0)  | Club Hielo Jaca             | Sportpalast, Minsk Affluence : 1.100 |
| 16 octobre 2005 15:00 Uhr | Kaz.-Torp. Oust-Kamenogorsk | 10:0 (6:0, 1:0, 3:0) | Club Hielo Jaca             | Sportpalast, Minsk Affluence : 500   |
| 16 octobre 2005 19:00 Uhr | HK Yunost Minsk             | 2:1 (0:0, 1:0, 1:1)  | HK Sokol Kiev               | Sportpalast, Minsk Affluence : 1.900 |

| Pl. |                                  | J | V | VP | D | Diff  | Points |
| 1.  | Yunost Minsk                     | 3 | 3 | 0  | 0 | 14:01 | 6      |
| 2.  | Kazzinc-Torpedo Oust-Kamenogorsk | 3 | 2 | 0  | 1 | 13:05 | 4      |
| 3.  | HK Sokol Kiev                    | 3 | 1 | 0  | 2 | 06:05 | 2      |
| 4.  | Club Hielo Jaca                  | 3 | 0 | 0  | 3 | 00:22 | 0      |

### Troisième tour
Il s'est disputé du 18 au 20 novembre 2005 à Jesenice.

#### Groupe F
| 18 novembre 2005 15:30 Uhr | HK Riga 2000               | 2:1 (1:0, 1:0, 0:1) | HK Yunost Minsk            | Dvorana Podmežakla, Jesenice Affluence : 500   |
| 18 novembre 2005 19:00 Uhr | HK Acroni Jesenice         | 6:2 (2:0, 4:1, 0:1) | Brûl. de Loups de Grenoble | Dvorana Podmežakla, Jesenice Affluence : 2.000 |
| 19 novembre 2005 15:30 Uhr | HK Acroni Jesenice         | 1:2 (0:2, 1:0, 0:0) | HK Yunost Minsk            | Dvorana Podmežakla, Jesenice Affluence : 1.600 |
| 19 novembre 2005 19:00 Uhr | Brûl. de Loups de Grenoble | 3:4 (1:1, 0:1, 2:2) | HK Riga 2000               | Dvorana Podmežakla, Jesenice Affluence : 300   |
| 20 novembre 2005 15:30 Uhr | Brûl. de Loups de Grenoble | 1:8 (0:3, 1:5, 0:0) | HK Yunost Minsk            | Dvorana Podmežakla, Jesenice Affluence : 300   |
| 20 novembre 2005           | HK Acroni Jesenice         | 1:2 (0:0, 0:2, 1:0) | HK Riga 2000               | Dvorana Podmežakla, Jesenice Affluence : 3.400 |

| Pl. |                               | J | V | VP | D | Diff  | Points |
| 1.  | HK Riga 2000                  | 3 | 3 | 0  | 0 | 08:05 | 6      |
| 2.  | Yunost Minsk                  | 3 | 2 | 0  | 1 | 11:04 | 4      |
| 3.  | HK Acroni Jesenice            | 3 | 1 | 0  | 2 | 08:06 | 2      |
| 4.  | Brûleurs de Loups de Grenoble | 3 | 0 | 0  | 3 | 06:18 | 0      |

## Super Finale
Elle s'est disputée du 13 au 15 janvier 2006 à Székesfehérvár.

### Groupe G
| 13 janvier 2006 17:00 Uhr | Alba Volán Székesfehérvár | 2:3 (1:1, 1:0, 0:2) | ZSC Lions         | Eishalle, Székesfehérvár Affluence : 3.317 |
| 13 janvier 2006 20:30 Uhr | HK Riga 2000              | 1:4 (0:4, 0:0, 1:0) | HK Lada Togliatti | Eishalle, Székesfehérvár Affluence : 1.700 |
| 14 janvier 2006 17:00 Uhr | Alba Volán Székesfehérvár | 3:4 (1:1, 1:1, 1:2) | HK Lada Togliatti | Eishalle, Székesfehérvár Affluence : 3.389 |
| 14 janvier 2006 20:30 Uhr | ZSC Lions                 | 4:5 (1:2, 2:2, 1:1) | HK Riga 2000      | Eishalle, Székesfehérvár Affluence : 1.438 |
| 15 janvier 2006 17:00 Uhr | Alba Volán Székesfehérvár | 2:7 (1:3, 0:1, 1:3) | HK Riga 2000      | Eishalle, Székesfehérvár Affluence : 3.447 |
| 15 janvier 2006 20:30 Uhr | HK Lada Togliatti         | 1:0 (0:0, 0:0, 1:0) | ZSC Lions         | Eishalle, Székesfehérvár Affluence : 1.019 |

| Pl. |                           | J | V | VP | D | Diff  | Points |
| 1.  | Lada Togliatti            | 3 | 3 | 0  | 0 | 09:04 | 6      |
| 2.  | HK Riga 2000              | 3 | 2 | 0  | 1 | 12:10 | 4      |
| 3.  | ZSC Lions                 | 3 | 1 | 0  | 2 | 07:08 | 2      |
| 4.  | Alba Volán Székesfehérvár | 3 | 0 | 0  | 3 | 07:14 | 0      |

Le Lada Togliatti remporte cette édition de la coupe continentale.
Meilleurs joueurs
- Meilleur joueur : Jan Alston (ZSC Lions)
- Meilleur gardien :  Mārtiņš Raitums (HK Riga 2000)
- Meilleur défenseur : Severin Blindenbacher (ZSC Lions)
- Meilleur attaquant : Ievgueni Ketov (Lada Togliatti)

### Vainqueurs
| Vainqueur Coupe continentale HK Lada Togliatti | Gardiens : Vassili Kochetchkine, Alekseï Semionov Défenseurs : Denis Bodrov, Mikhaïl Boutourline, Artur Garipov, Māris Jass, Alekseï Iemeline, Marat Kalimouline, Andreï Kroutchinine, Dmitri Vorobiov, Pavel Vorochnine Attaquants : Denis Abdoulline, Ievgueni Bodrov, Aleksandr Boumaguine, Aleksandr Boutourline, Ilia Dokchine, Vadim Goloubzov, Ievgueni Ketov, Anton Kryssanov, Andriï Mikhnov, Iakov Ratschinski, Stanislav Jmakine Entraîneur : Piotr Vorobiov |